# Лирика (альбом)
«Лирика» — магнитоальбом московской рок-группы «ДК», записанный в 1983 году и выпущенный самиздатом в 1985 году.
Сборник лучших ранних вещей, составленный из первых двух «номерных» альбомов — «Увезу тебя я в тундру» (1983) и «Их нравы» (1983) с наложением в том же году клавишей А. Белоносова на часть исходного материала. Название было предложено физиком Кириллом Боярчуком, работавшим тогда вместе с С. Жариковым и Г. Ляховым (автор нескольких текстов для «ДК») в ИОФАН. Был переиздан в 1995 году в США тиражом 900 экз.
Альбом «Лирика» упоминается в книге Александра Кушнира «100 магнитоальбомов советского рока», где он датирован 1983 годом.

## Стиль, отзывы критиков
Как отметил музыкальный критик Александр Кушнир, во времена создания дебютного альбома музыканты «ДК» активно экспериментировали с собственным музыкальным стилем, который «многими воспринимался как сверхудачная мимикрия под панк». Песни, представленные на «Лирике», посвящены в основном мрачным реалиям советского быта, описываемым с немалой толикой чёрного юмора, а в музыкальном плане предельно просты — вплоть до того, что «Песня о большой любви» построена всего на двух аккордах, превращаясь, по выражению Кушнира, в «параноидальный и нудный реггей».

## Ошибка в датировании альбома
Во многих интернет-источниках и энциклопедиях, справочниках «по русском року» магнитоальбом «Лирика» именуется дебютным альбомом группы, записанным в 1982—1983 годах. На самом деле это ошибка, распространившаяся после опубликования книги Кушнира «100 магнитоальбомов советского рока», где альбом «Лирика» датировался 1983-м годом. Лидер и продюсер группы Сергей Жариков опроверг это:

Что же касается популярнейшей «Лирики», то этот сборник был выпущен в начале 1985 года на основе альбомов 1983 года — «Их нравы» и «Увезу тебя я в тундру». Монтировался он дома у Валентина Щербины, там же были наложены и белоносовские клавиши. Многим, наверное, будет интересно знать, что со стороны Вальки это было такое «алаверды» за продюсирование мной шевчуковской программы «Время» группы ДДТ, которую он неиллюзорно обожал, да и работы над этими двумя альбомами происходили, по сути, параллельно. Кушнир в своей, в общем-то, непревзойдённой книге ошибся с датой, перепутав «Лирику», похоже, с «Десятым молодёжным», хотя (и скорее всего!) путаницу организовал я, — как грицца, дураков и стукачей в стране можно не искать, — но время уже прошло и сути оно нисколько не изменило: low-fi форева!— ДК в LiveJournal // Сергей Жариков в ЖЖ: Ты забудь на время свой высокий чин…

## Список композиций
Автор всей музыки и текстов — Сергей Жариков.
| №  | Название                | Длительность |
| -- | ----------------------- | ------------ |
| 1. | «Вот так вота!»         | 4:26         |
| 2. | «Письмо Филу Эспозито»  | 1:57         |
| 3. | «Молодёжный клуб»       | 2:31         |
| 4. | «Агдам»                 | 2:59         |
| 5. | «Люмпен-соло»           | 0:20         |
| 6. | «Песня о большой любви» | 3:19         |
| 7. | «Бледная любовь»        | 4:09         |
| 8. | «Шишкин-блюз»           | 0:40         |
| 9. | «Кулеши»                | 2:42         |

| №  | Название                       | Длительность |
| -- | ------------------------------ | ------------ |
| 1. | «Прореха-шейк»                 | 5:08         |
| 2. | «Шизгара-шейк»                 | 1:56         |
| 3. | «Праздничный костюм»           | 3:56         |
| 4. | «Заберите вашу жизнь»          | 2:05         |
| 5. | «Концерт для Васи с оркестром» | 2:10         |
| 6. | «Марш энтузиастов»             | 4:44         |
| 7. | «Одеколон»                     | 1:58         |

| №  | Название         | Длительность |
| -- | ---------------- | ------------ |
| 8. | «С новым годом!» | 1:12         |

## Участники записи альбома
- Евгений Морозов — вокал
- Дмитрий Яншин — гитара
- Сергей Полянский — бас
- Александр Белоносов — клавиши
- Виктор Клемешов — труба, бэк-вокал
- Сергей Жариков — барабаны, тексты песен, голос (5, 8)